# Megisthanidae
Famille
Les Megisthanidae Berlese, 1914 sont une famille d'acariens Mesostigmata Antennophorina.
Elle est composée de cinq espèces dans le genre Megisthanus Thorell, 1882.